# La batalla de los coros
La batalla de los coros es un concurso que se emitió los miércoles a las 22:15 en la cadena de televisión española Cuatro en enero de 2009, en él, 5 cantantes competían entre sí dirigiendo un coro formado por 20 cantantes amateurs elegidos por ellos mismos en la ciudad que habían escogido. El coro de Mikel Erentxun, que fue el ganador del programa, entregó los 60.000 euros del premio a la ONG Caritas. Todo estaba pensado para emitir 6 galas, debido a sus bajos datos de audiencia, finalmente solo se emitieron 4.
El programa producido por Boomerang TV y presentado por Josep Lobató era la versión española del formato Clash of the Choirs estrenado en 2007 en la cadena estadounidense NBC y que ya ha sido versionado en otros países como Suecia o Dinamarca.

## Equipos y restultados
|  | Cantante-Director | Ciudad                | ONG                                                                              | Posición    |
|  | ----------------- | --------------------- | -------------------------------------------------------------------------------- | ----------- |
|  | Mikel Erentxun    | San Sebastián         | Cáritas                                                                          | 1ª posición |
|  | Soraya Arnelas    | Valencia de Alcántara | Asociación para integración de discapacitados psíquicos de Valencia de Alcántara | 2ª posición |
|  | Manu Tenorio      | Sevilla               | Asociación de Padres de Niños Oncológicos de Andalucía                           | 3ª posición |
|  | Marta Sánchez     | La Coruña             | Asociación española contra el cáncer                                             | 4ª posición |
|  | Lolita            | Alcobendas            | Proyecto Hombre                                                                  | 5ª posición |

## Las galas

### 1ª Gala: El casting y presentación
En esta gala se mostró el proceso de selección que realizaron los directores, en sus respectivas ciudades, para elegir a los 20 componentes de sus coros, además se hizo la primera gala de presentación con la interpretación de una canción por equipo y se abrieron las líneas para que el público empezara a votar a su coro preferido para ganar el premio.

### Galas eliminatorias
A partir de la segunda gala en cada programa a partir de los votos del público se eligió al coro favorito de la audiencia y el menos votado se eliminó del programa.

## Gala final
En la gala final el público eligió al coro de Mikel Erentxun como ganador del concurso que entregó el premio a la ONG Caritas.
|   | Día de emisión      | Canciones por grupos                                                                        | Canciones conjuntas      | Resultado     | Audiencia        |
| - | ------------------- | ------------------------------------------------------------------------------------------- | ------------------------ | ------------- | ---------------- |
| 1 | 7 de enero de 2009  | Waterloo (ABBA)                                                                             | YMCA (Village People)    |               | 916.000 y 5%     |
| 1 | 7 de enero de 2009  | Summer Night (BSO-Grease)                                                                   | YMCA (Village People)    |               | 916.000 y 5%     |
| 1 | 7 de enero de 2009  | Ni tu ni nadie (Alaska)                                                                     | YMCA (Village People)    |               | 916.000 y 5%     |
| 1 | 7 de enero de 2009  | Popurrí de Mecano                                                                           | YMCA (Village People)    |               | 916.000 y 5%     |
| 1 | 7 de enero de 2009  | Gospel                                                                                      | YMCA (Village People)    |               | 916.000 y 5%     |
| 2 | 14 de enero de 2009 | Rivers of babylon (Boney M) - Broadway party (Jesucristo Superstar)                         |                          | Favorito:     | 1.204.000 y 7,9% |
| 2 | 14 de enero de 2009 | September (Kirk Franklin) - Vivir así es morir de amor (Camilo Sesto)                       | Manu Tenorio             |               | 1.204.000 y 7,9% |
| 2 | 14 de enero de 2009 | No dudaría (Antonio Flores)- Living on a prayer (Bon Jovi)                                  | Eliminado:               |               | 1.204.000 y 7,9% |
| 2 | 14 de enero de 2009 | Enamorado de la moda juvenil (Radio Futura) - Say a little prayer for you (Aretha Franklin) | Lolita                   |               | 1.204.000 y 7,9% |
| 2 | 14 de enero de 2009 | El Universo sobre mi (Amaral) - Let it be (The Beatles)                                     | Lolita                   |               | 1.204.000 y 7,9% |
| 3 | 21 de enero de 2009 | Loca (Luz Casal) - Ain't no't mountain (Marvin Gaye y Tammi Terrell)                        |                          | Favorito:     | 1.023.000 y 6,5% |
| 3 | 21 de enero de 2009 | Tenía tanto que darte (Nena Daconte) - Shout (Isley Brothers)                               | Manu Tenorio             |               | 1.023.000 y 6,5% |
| 3 | 21 de enero de 2009 | Salta! (Tequila) - Walking on sunshine (Katrina and the Waves)                              | Don Diablo (Miguel Bosé) | Eliminado:    | 1.023.000 y 6,5% |
| 3 | 21 de enero de 2009 | It's my life (Bon Jovi) -El ritmo del garaje(Loquillo)                                      | Don Diablo (Miguel Bosé) | Marta Sánchez | 1.023.000 y 6,5% |
| 4 | 28 de enero de 2009 | Bailando (Alaska) - Proud Mary (Creedence Clearwater Revival) - Princesa (Joaquín Sabina)   |                          | Ganador:      | 818.000 y 5,3%   |
| 4 | 28 de enero de 2009 | Billie Jean (Michel Jackson) - Llamando a la Tierra (M-Clan) - I feel good (Jame Brown)     | Mikel Erentxun           |               | 818.000 y 5,3%   |
| 4 | 28 de enero de 2009 | Medley Hombres G - It's raining men (The Weather Girls) - Sabor de amor (Danza Invisible)   | Mikel Erentxun           |               | 818.000 y 5,3%   |